# جاناتان کاستیلو
جاناتان کاستیلو (انگلیسی: Jonathan Castillo؛ زادهٔ ۵ ژانویهٔ ۱۹۹۳) بازیکن فوتبال اهل آرژانتین است.
از باشگاه‌هایی که در آن بازی کرده‌است می‌توان به باشگاه فوتبال بوکا جونیورز اشاره کرد.